# Panjange lanthana
Panjange lanthana är en spindelart som beskrevs av Christa L. Deeleman-Reinhold och Deeleman 1983. Panjange lanthana ingår i släktet Panjange och familjen dallerspindlar.
Artens utbredningsområde är Filippinerna. Inga underarter finns listade i Catalogue of Life.